# 朧車

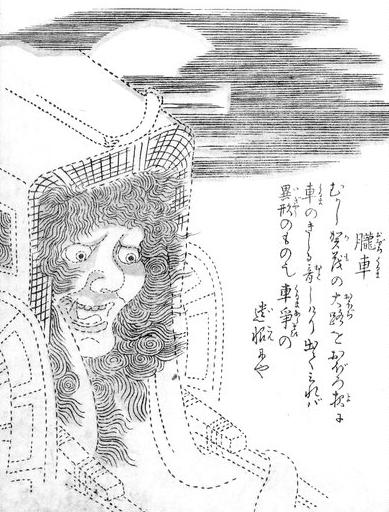
鳥山石燕『今昔百鬼拾遺』より「朧車」

朧車（おぼろぐるま）は、鳥山石燕による江戸時代の妖怪画集『今昔百鬼拾遺』にある日本の妖怪の一つで、牛車の妖怪。

## 概要
石燕の画図では、半透明の牛車の前面の、本来なら簾がかかっている場所に巨大な顔のある姿で描かれている。解説文では、「むかし賀茂の大路をおぼろ夜に車のきしる音しけり。 出てみれば異形のもの也。 車争の遺恨にや。」とある。「車争い」とは、平安時代に祭礼の場などで、貴族たちが牛車を見物しやすい場所に移動させようとした際に牛車同士が場所を取り合ったことをいう。平安中期の物語『源氏物語』において、六条御息所が祭り見物の牛車の場所取り争いで葵に敗れ、その怨念が妖怪と化したという話がよく知られていることから、この話が朧車のもとになったという説がある。
中世日本の説話集『宇治拾遺物語』には、加茂祭り見物のためにつくられた桟敷屋という小屋に泊った男が怪異に出遭う話があり、これが朧車のイメージに繋がったとの説や、その『宇治拾遺物語」を含め、百鬼夜行（夜間に様々な妖怪が列をなして闊歩すること）に類する話が多くの古典資料に見られることから、そのような百鬼夜行の類を石燕が「朧車」という妖怪として描いたとの説もある。「朧車」の妖怪画は牛車の前面を顔が塞いでいるが、江戸中期の妖怪物語『稲生物怪録』には巨大な老婆の顔が戸口を塞ぐ場面があり、構図が共通しているとの指摘もある。
昭和・平成以降の妖怪関連の文献においては、朧車とは車争いに敗れた貴族の遺恨が妖怪と化したものであり、京都の加茂（現・木津川市）の大路で、朧夜に車の軋る音を耳にした人が家の外に飛び出して見ると、異形の妖怪・朧車がそこにいた、と解釈されている。